# Battaglia di Martín García
La battaglia di Martín García fu combattuta dal 10 al 15 marzo 1814 tra le forze delle Province Unite del Río de la Plata, sotto il comando dell'allora tenente colonnello William Brown, e le forze realiste guidate dal capitano di fregata Jacinto de Romarate, che difendevano il territorio.
Dopo un breve combattimento navale vinto dai realisti a causa del danneggiamento della nave ammiraglia patriota, con un alto numero di perdite da parte degli attaccanti, le truppe delle Province Unite si impossessarono dell'isola di Martín García con un assalto, costringendo al ritiro la squadra navale di Romarate. La vittoria di Brown divise le forze nemiche, assicurò alle Province Unite l'accesso all'interno delle vie fluviali e rese possibile l'avanzata su Montevideo. Dopo la decisiva vittoria del Buceo, i rivoluzionari poterono chiudere il cerchio attorno alla città, già assediata da terra, causandone la resa.

## Il conflitto
Il 25 maggio 1810 la Rivoluzione di Maggio a Buenos Aires depose il viceré Baltasar Hidalgo de Cisneros e installò un nuovo governo, la Prima Giunta. Montevideo decise di non riconoscere la nuova autorità, e giurò fedeltà al Consiglio di Reggenza di Spagna e delle Indie formatosi a Cadice. Sollevatasi attorno alla città la campagna della Banda Oriental, Montevideo fu assediata dalle milizie di José Gervasio Artigas e dalle forze di Buenos Aires guidate da José Rondeau.
Con la città assediata dalle truppe di terra, la squadra navale realista mantenne la supremazia navale sulle vie d'acqua: il Río de la Plata e i fiumi Uruguay e Paraná. La flottiglia di Montevideo, guidata da Jacinto de Romarate, distrusse nella battaglia di San Nicolás una prima squadra navale di Buenos Aires mentre quest'ultima era intenta a risalire il Paraná per portare rinforzi a Manuel Belgrano, impegnato nella sua campagna militare in Paraguay. A seguito di questa vittoria, le forze navali di Montevideo furono in grado di bloccare il porto di Buenos Aires, bombardare la città e impedire la caduta della piazza militare spagnola.
Dopo la fine dell'armistizio firmato il 20 ottobre 1811 tra il Primo Triumvirato e il viceré Francisco Javier de Elío, il 20 ottobre 1812 iniziò il secondo assedio di Montevideo. La tenacia dei difensori e il loro controllo dei fiumi, oltre che la mancanza di mezzi degli assedianti, mantennero il fronte invariato fino al 1814. Non contribuì agli sforzi patrioti lo scontro venutosi a creare tra le truppe di Buenos Aires e le milizie della Banda Oriental guidate da Artigas. Il fallimento di alcune incursioni organizzate dagli assediati per reperire viveri, tra cui quella fermata da José de San Martín nella battaglia di San Lorenzo, finì per mettere in difficoltà la piazza militare spagnola, che fu colpita dalla fame e dalle malattie, principalmente lo scorbuto.

### La seconda squadriglia

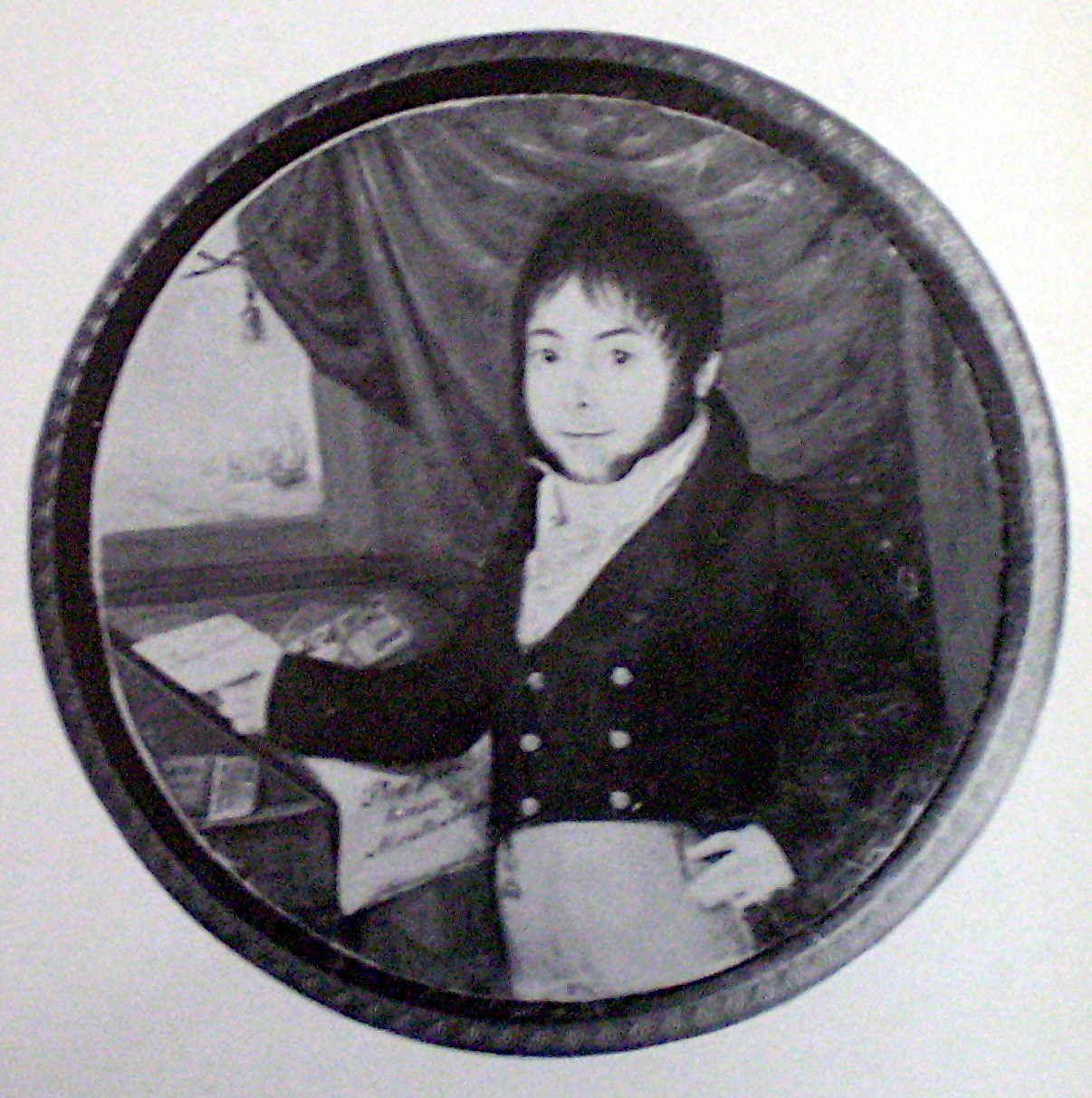
Juan Larrea.

Il 5 novembre 1813, dopo le dimissioni di José Julián Pérez, Juan Larrea entrò nel Secondo Triumvirato.
La situazione non era delle migliori. Manuel Belgrano stava retrocedendo in Alto Perù dopo le sconfitte di Vilcapugio e Ayohuma, il Cile era invaso dalle truppe di Lima e, debilitato dai conflitti interni, si avviava verso il disastro di Rancagua; a Montevideo era presente una guarnigione spagnola doppia in numero rispetto alle forze assedianti, prive della speranza di catturarla a causa del predominio realista nei mari, e Artigas sollevava la campagna della Banda Oriental, promuovendo allo stesso tempo le defezioni di Entre Ríos e Corrientes.
Larrea iniziò a valutare la possibilità di costruire una nuova squadra navale per forzare la situazione sul fronte orientale. Le forze navali erano inesistenti: si disponeva solo di uno sloop e di un lancione nel porto. L'arsenale disponeva solo di 30 cannoni e carronate di differenti calibri quasi inutilizzabili per la scarsa manutenzione, qualche fucile e meno di 200 quintali di polvere da sparo. Non c'erano in deposito legna, bitume, tele, cordame e attrezzature da marina. Non esisteva personale addestrato né esistevano regole per il reclutamento o l'istruzione di ufficiali, marinai, o fanti di marina. Il tesoro, inoltre,  consisteva in un solo migliaio di pesos, i proventi della dogana erano scarsi a causa del blocco navale spagnolo e i crediti erano esauriti.
Larrea decise di stringere un accordo con William Porter White, un facoltoso mercante americano nativo del Massachusetts che simpatizzava per la causa rivoluzionaria, che avrebbe anticipato i fondi necessari per finanziare l'acquisizione delle navi e il loro equipaggiamento, con la promessa di una futura compensazione, legata all'esito dell'impresa. Il 28 dicembre 1813 fu firmato l'accordo tra il Triumvirato e White. All'inizio del 1814 fu scelto di concentrare il potere esecutivo in un'unica persona, nominata Direttore Supremo delle Province Unite del Río de la Plata. Fu eletto alla carica Gervasio Antonio de Posadas, e Juan Larrea fu scelto come ministro delle finanze, permettendo così un futuro al progetto.
In soli due mesi la flotta fu armata e furono allestiti gli equipaggi, composti per la maggior parte da ufficiali e marinai stranieri, mentre le truppe di fanteria marina imbarcate erano in generale formate da creoli. I principali candidati al comando erano il colonnello americano Benjamin Franklin Seaver, comandante della goletta Juliet appoggiato dal connazionale White, il corsaro francese Stanislas Courrande, che dal 1803 compiva assalti nella zona contro le navi commerciali inglesi, e per ultimo l'irlandese William Brown. La scelta cadde alla fine su quest'ultimo, che ottenne anche il voto di White, in parte per il suo carattere (dato che l'esperienza necessaria era comune a tutti i candidati), ma soprattutto per l'ascendente che poteva avere su ufficiali e marinai, molti dei quali provenivano dalle isole britanniche.

## La battaglia

### Il campo di battaglia

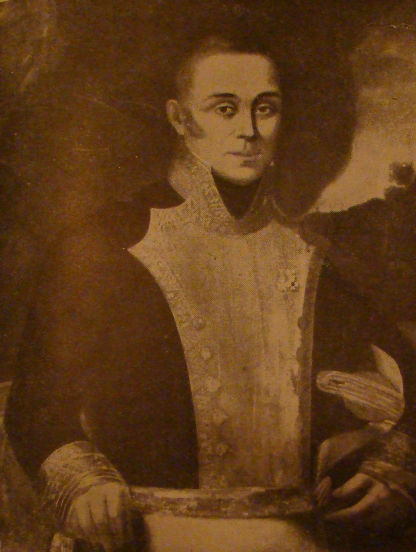
Jacinto de Romarate

Il Río de la Plata è un estuario la cui navigazione è resa difficile dalla presenza di grandi banchi di sabbia, dalla rapidità con cui cambiano le correnti, dalla violenza dei venti e dalla scarsa profondità delle acque. L'accesso ai fiumi Paraná e Uruguay era possibile fino al 1877 in pratica solo attraverso un canale naturale chiamato Martín García o Buenos Aires, posto ad occidente dell'isola di Martín García, che ne controllava il passaggio; il passaggio orientale, chiamato canal del Infierno (“canale dell'Inferno”), era percorso solo da alcune imbarcazioni costiere in periodi di correnti favorevoli.
Di fronte al rischio di perdere i vantaggi strategici del possesso dell'isola, e con l'obbiettivo di mantenere una base per un eventuale attacco a Colonia del Sacramento, occupata dai ribelli, all'inizio del 1814 Jacinto de Romarate fece fortificare l'isola e vi stabilì una squadra di 8 imbarcazioni dotate di pezzi d'artiglieria.
Nel campo rivoluzionario, dopo aver ricevuto i gradi di tenente colonnello, Brown cominciò la sua campagna salpando il 7 marzo per Colonia del Sacramento, allora in mano ai rivoluzionari.

### Le forze in campo
La squadriglia patriota era formata dalla fregata Hércules, dalla corvetta Céfiro, dal brigantino Nancy, dalle golette Juliet e Fortuna, dalla feluca San Luis e dallo sloop Carmen.
La squadra realista era composta dai brigantini Belén, Aránzazu e Gálvez, gli sloop Americana e Murciana, e le cannoniere Perla, Lima e San Ramón.
Anche se il numero delle imbarcazioni era quasi uguale, il totale delle bocche da fuoco era a favore della squadra rivoluzionaria. Con 93 cannoni, 430 marinai e 234 soldati di truppa a confronto con i 32 cannoni e i 350 uomini complessivi dei realisti, il vantaggio era tutto dal lato dei patrioti. Tuttavia, la maggior parte della forza era concentrata nella nave ammiraglia, la Hércules, per cui il vantaggio rivoluzionario era indissolubilmente legato alla sorte della nave.

### Disposizione di battaglia
L'8 marzo Brown, che incrociava al largo di Colonia con la Hércules, la Fortuna, il San Luis e la Carmen, avvistò tre brigantini realisti in direzione nordovest. Li seguì fino al tramonto, ma quando si accorse che entravano nel canale Martín García e si dirigevano all'isola fece rotta verso Buenos Aires per cercare rinforzi. Lo stesso giorno, alle 8 di sera, la flottiglia realista levò le ancore dall'isola; Romarate dispose le navi su una linea da est ad ovest, coprendo a mezzaluna il passaggio del canale occidentale, con l'appoggio a terra di due cannoni da 6 libbre e dei fucili delle truppe guidate da José Benito de Azcuénaga.

Il giorno 9, alle 2 di pomeriggio, la flotta di Brown si congiunse con la Céfiro, la Juliet e la Nancy, per virare poi verso l'isola di Martín García con lo scopo di affrontare il nemico. Alle 5 di sera la squadra navale patriota gettò le ancore nel canale, a quattro leghe a sudovest rispetto agli spagnoli, con il banco di sabbia di Santa Ana a dritta. Il 10 mattina le navi dei rivoluzionari issarono le vele con vento leggero per raggiungere Romarate da entrambi i canali. Il piano di Brown era quello di attaccare il nemico di fronte e anche da dietro; per eseguirlo, distaccò una divisione composta dalla Fortuna, dalla Carmen e dal San Luis con l'ordine di circumnavigare da ovest il banco di sabbia e cadere sulla retroguardia nemica mentre la divisione principale attaccava frontalmente. Questa divisione comprendeva la Hércules, schierata all'ala sinistra, per seguire con la Céfiro e la Nancy; la Juliet occupava la posizione più a destra.

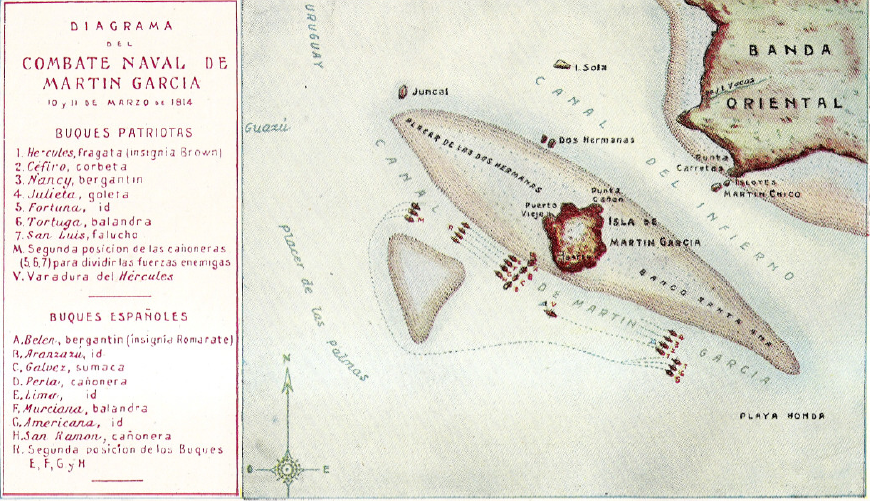
Schizzo della battaglia di Martín García (dove è scritto Tortuga si deve intendere lo sloop Carmen).

### La battaglia navale
L'attacco non fu simultaneo. All'una e mezza del pomeriggio, senza aspettare che fosse in posizione la divisione di fiancheggiamento, la squadra di Brown, con la Juliet all'avanguardia, aprì il fuoco contro i realisti, che risposero immediatamente.

La nave ammiraglia argentina cercò di avanzare sotto il fuoco contro il nemico, ma avendo perduto il suo pilota virò contro un banco di sabbia sotto i colpi di cannone delle prue nemiche, lamentando forti perdite e potendo rispondere alle navi spagnole con tre soli pezzi d'artiglieria, mentre i restanti sparavano contro le batterie di terra. Nel suo rapporto, Brown criticò il comportamento del resto della flottiglia durante la battaglia, nonostante fossero stati dati tutti i segnali e si fosse recato lui stesso prima di mezzanotte in barca a supplicare vanamente il suo appoggio.

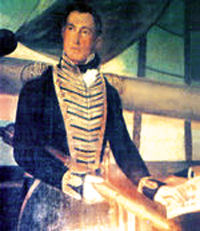
William Brown

Dopo aver stabilizzato il fronte, Romarate inviò gli sloop Americana e Murciana con la cannoniera Perla e un lancione ad affrontare la divisione rivoluzionaria distaccata nel canale settentrionale; questa si ritirò dopo un breve interscambio di colpi, unendosi al resto della squadra. Il combattimento durò fino all'imbrunire; la fregata Hércules ebbe la peggio. In questa, che fu la prima e la più sanguinosa giornata di battaglia, Romarate riuscì a respingere l'assalto. Le perdite della forza attaccante furono elevate (Brown quantificò in 21 morti e 23 feriti sulla sola nave ammiraglia). Nel campo spagnolo le perdite assommarono a 4 morti e 7 feriti.
All'alba dell'11 marzo il fuoco riprese fino alle 8:45 di mattina, quando la Hércules, alla quale era rimasta un'unica vela crivellata di colpi all'albero di trinchetto, riuscì ad uscire dal canale. Alle 5 della sera Romarate inviò il suo rapporto ufficiale al comandante della stazione navale, Miguel de la Sierra. In esso informò delle proprie perdite e per il suo stato la flotta patriota si stava apprestando a raggiungere Buenos Aires; a questo scopo sollecitò l'arrivo di rinforzi per distruggerla prima dell'arrivo nel porto, credendo che le forze di Montevideo si fossero già mosse.
Aspettando i rinforzi, Romarate fece sbarcare due cannoni al comando dell'alfiere di fregata Francisco Paloma per rinforzare le forze di terra e la loro capacità di fuoco contro i nemici nel caso questi fossero tornati.
I ragionamenti di Romarate, tuttavia, si mostrarono sbagliati. Da un lato, la squadra spagnola al comando di José Primo de Rivera non si era mossa da Montevideo, perdendo in tal modo una grande opportunità. Dall'altro lato, Brown non abbandonò le acque della battaglia, ma ricevuti 62 soldati come rinforzo da Colonia del Sacramento, attraverso la goletta inglese Hope, si decise ad assaltare l'isola di Martín García.

### L'assalto
Incapace di tornare ad affrontare in maniera diretta la flotta realista, il comandante patriota cambiò la sua strategia. Con gli scarsi rinforzi ricevuti disponeva di una forza di fanteria superiore alla guarnigione dell'isola. Se fosse riuscito ad attaccare di sorpresa, con la rapidità sufficiente per evitare che Romarate sbarcasse le sue truppe, avrebbe potuto occupare l'isola.

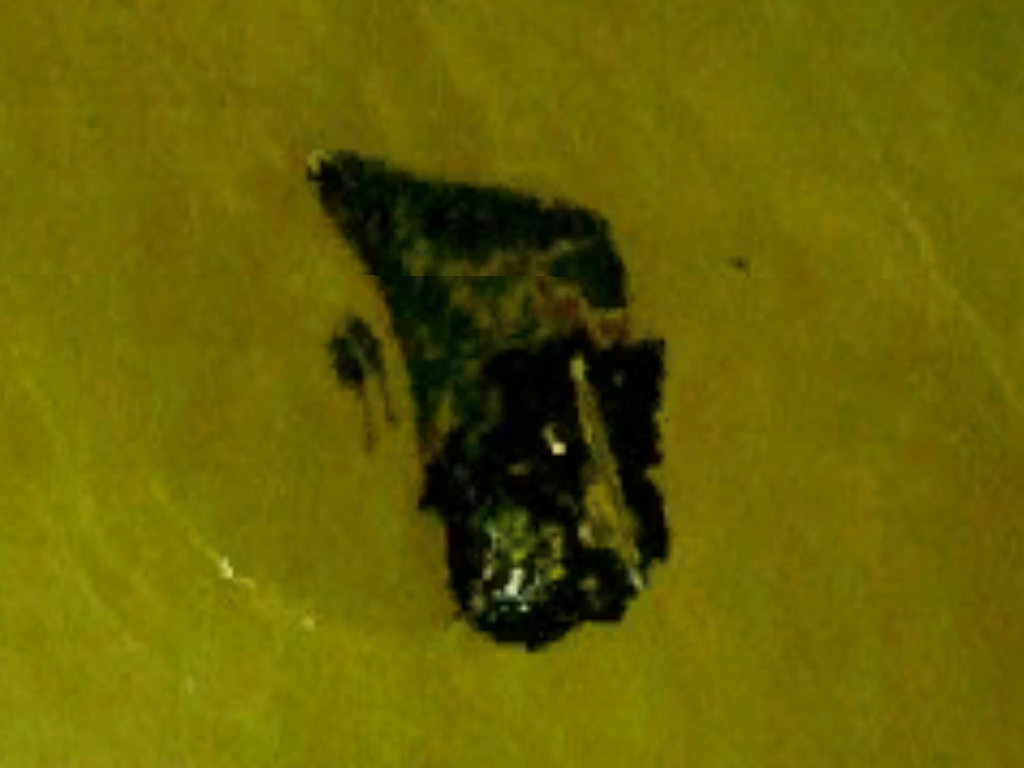
Immagine satellitare dell'isola di Martín García.

La mattina del 13 Brown inviò un'analisi della situazione a Larrea, annunciandogli che l'isola sarebbe stata assaltata la notte stessa, prima che la guarnigione potesse essere rafforzata da una spedizione proveniente da Montevideo. Riteneva di aver danneggiato le navi di Romarate e confidava nelle parole di tre marinai italiani e di uno portoghese, secondo i quali 750 soldati di guarnigione a Martín García erano stati rispediti a Montevideo.
Il 14 Brown diede ordine al capitano Baxter di ricevere a bordo della Juliet tutti gli uomini della Hércules che potesse trasportare in coperta, e di recarsi al luogo di sbarco scelto, entrando in azione un'ora dopo il segnale. Manifestò poi il volere di far sbarcare 20 marinai dalla Juliet, 20 dal Nancy, 20 dalla Céfiro e 50 dalla Hércules, per un totale di 110 marinai, che si sarebbero aggiunti ai 230 soldati di truppa.
Avendo solo ufficiali subalterni, si svolse un consiglio per stabilire chi dovesse comandare l'assalto pianificato. Fu scelto il tenente Oroná, che divise le forze in tre colonne di un'ottantina di uomini ciascuna. Alle 8 di sera del giorno 14 la squadra patriota gettò silenziosamente le ancore mezzo miglio a sud-est della rada di Puerto Viejo e alle 2:30 della notte sbarcarono in 20 minuti, in ordine di divisione, i 240 uomini di truppa, trasportati da 8 barche. All'avvicinarsi, le imbarcazioni subirono il fuoco di alcuni spagnoli trincerati sulle alture, che comunque fuggirono verso l'interno dell'isola dopo i primi colpi di risposta.
Completato lo sbarco, Brown portò la squadra verso la flotta realista per simulare un attacco come azione diversiva rispetto all'operazione principale. L'avanzata di terra si arrestò e al momento di risalire una collina che dominava il porto i soldati patrioti subirono il fuoco delle truppe realiste. Nello stesso frangente la flotta di Brown cominciò a bombardare da occidente la squadra spagnola.
L'attacco di terra, effettuato sotto il fuoco nemico e su percorsi in salita e pieni di ostacoli, ebbe un breve stallo. In questo momento critico fu ordinato ai tamburi e ai pifferi di suonare la marcia Saint Patrick's Day in the Morning (“La mattina del giorno di San Patrizio”). Le truppe erano composte da diverse nazionalità, con una grande presenza di marinai irlandesi; in tal modo questo pezzo, suonato pochi giorni prima del giorno di San Patrizio, infuse forza agli attaccanti. La canzone divenne la prima marcia navale dell'Argentina.
L'avanzata delle truppe riprese con grande impeto e il forte fu attaccato all'arma bianca. Gli spagnoli furono sopraffatti e si arresero dopo 20 minuti di combattimento; il tenente Jones, proveniente dalla Céfiro, catturò le batterie di terra e le rivolse contro la flotta di Romarate, issando la bandiera delle Province Unite sull'isola.
I realisti ebbero 10 morti, 7 feriti e 50 prigionieri. I patrioti subirono la morte di 3 soldati e il ferimento di altri 5. Lo stesso comandante delle truppe di terra Pedro Oroná fu lievemente ferito nell'operazione. La maggior parte degli abitanti dell'isola, così come i rimanenti soldati della guarnigione, riuscì a imbarcarsi sulla flotta spagnola.
A corto di polvere da sparo e munizioni, Romarate fu costretto a rimanere ai margini della battaglia come testimone della vittoria degli avversari. L'ultimo combattimento si produsse all'alba del 15 marzo,  quando lo sloop Carmen comandato dal greco Samuel Spiro, che si era avvicinato alla flotta spagnola durante la notte per spiarne i movimenti, scambiò una serie di colpi con il nemico; il favore dei venti e della corrente ne facilitarono in seguito la fuga.

## Conseguenze
Non potendo contare sugli aiuti che aveva sollecitato, Romarate riuscì ad approfittare della marea per fuggire e riparare alla foce dei fiumi Río Negro e Uruguay; qui ottenne l'aiuto di Fernando Otorgués, luogotenente di José Gervasio Artigas, che si era allontanato dall'assedio di Montevideo prima della caduta della città per i suoi disaccordi con il governo di Buenos Aires.
Il 25 marzo, a compimento degli ordini di Larrea, furono imbarcati i prigionieri, furono bruciate le abitazioni e fu evacuata la popolazione residente dell'isola; la flotta giunse il giorno seguente a Colonia del Sacramento, dove i prigionieri furono sbarcati e messi a disposizione del comandante della piazza. Convinto che la mancanza di munizioni e cibo avrebbero presto costretto Romarate ad arrendersi, Brown concentrò tutti i suoi sforzi sul blocco navale di Montevideo, che considerava l'unico modo per porre termine alla guerra sul fronte orientale.
La vittoria patriota aprì la campagna navale del 1814, che si concluse il 17 maggio con il successo nella battaglia del Buceo. I patrioti rimasero così in possesso del Río de la Plata e riuscirono in tal modo a far capitolare Montevideo, la cui posizione fu resa insostenibile dalle vittorie navali dei patrioti.